# 前朋克
前朋克，是指对二十世纪60年代中期至70年代中期的朋克音乐产生过重要影响的音乐先驱，或是被视为对早期的朋克音乐具有影响的音乐人。一般来说，这些艺术家的音乐并不是朋克风格；他们的背景、风格、流派差异性极大，因而这些具有代表性的前朋克艺术家一般无法被某个特定的音乐类型所定义。

## 词源
最先使用“朋克摇滚”（Punk Rock）一词的是乐评人Dave Marsh。1970年，Question Mark & the Mysterians凭借单曲96 Tears大热，Dave Smith便使用了“朋克摇滚”介绍该乐队。
1976至1977年，朋克摇滚开始风靡全球，主要活跃地区是纽约、伦敦和洛杉矶；各个国家和地区都出现了类似风格的朋克乐队。随后，史学者和评论家开始追溯朋克摇滚的起源，遂使用“前朋克”（Protopunk）一词统称在朋克风格出现之前的时期（pre-punk）对朋克摇滚的形成具有影响力的音乐人。根据Allmusic的表述：
“前朋克”这一概念，既不是指某个规模性的音乐浪潮运动，也不具有可用于明确界定其音乐风格或艺人的特征。煽动性是前朋克音乐的共性，这和当时流行的反主流文化（counter-culture）相悖，具有格格不入的属性和明确的破坏倾向。就其对后世音乐风格的影响来讲，多数前朋克音乐风格比较简陋，不花哨，作品常常粗糙、不加润饰。此外，前朋克多涉及禁忌话题，常以一种极为细致的方式描绘肮脏的社会底层生存状态，并以一种前所未有的、强烈而私人的方式宣泄疏离感。

## 特征

### 典型风格
大多数前朋克音乐人都是活跃在60年代中后期至70年代早期的车库摇滚（Garage Rock）乐队，演奏风格大多是粗糙而富有激情的。
另有部分前朋克音乐人的风格是华丽摇滚（Glam Rock）、酒吧摇滚和前卫摇滚（Progressive Rock），尤其是在英国地区，如兼具华丽摇滚、酒吧摇滚风格的乐团羅西音樂以及乐团Van der Graaf Generator的成员Peter Hammill（其单飞作品Nadir's Big Chance 被认为具有很大影响力）。
此外，有些非摇滚范畴的音乐类型也对朋克音乐产生过影响（相对较小），如古典音乐、先锋音乐、游离音乐、雷鬼（对英国朋克的影响尤为突出）、爱尔兰音乐（尤其是当中的反叛歌曲，即rebel songs）以及自由爵士（Free Jazz）对朋克以及后来的后朋克（Post-Punk）乐队如Wire、Crass、Public Image Ltd有影响作用。像Crass的成员Penny Rimbaud就曾在一次采访中表示，和摇滚乐相比，古典音乐的作曲家班傑明·布瑞頓和以及先锋音乐对乐队的影响更大。但John Cage之类的艺术家并不是前朋克音乐人。

### 典型代表
欧美地区主要的前朋克代表有：

#### 美国
- The Seeds（英语：The Seeds）
- Paul Revere & the Raiders（英语：Paul Revere & the Raiders）
- The Monks（英语：The Monks）
- Shadows of Knight（英语：Shadows of Knight）
- 地下絲絨
- MC5（英语：MC5）
- 丑角合唱團
- The Modern Lovers（英语：The Modern Lovers）
- The Sonics（英语：The Sonics）
- New York Dolls（英语：New York Dolls）
- 卢·里德
- Big Star（英语：Big Star）
- The Fugs（英语：The Fugs）
- 电视乐队
- Death（英语：Death (punk band)）
- 牛心上尉（英语：Captain Beefheart）
- 帕蒂·史密斯
- Richard Hell（英语：Richard Hell）
- Rocket from the Tombs（英语：Rocket from the Tombs）
- Love（英语：Love (band)）

#### 德国
- Ton Steine Scherben（英语：Ton Steine Scherben）
- Neu!（英语：Neu!）
- 罐头乐队

#### 英国
- 奇想樂團
- The Troggs（英语：The Troggs）
- 谁人乐队
- 大卫·鲍伊
- 暴龍樂團
- 臉樂隊
- 布莱恩·伊诺
- Mott The Hoople（英语：Mott The Hoople）
- 羅西音樂
- Doctors of Madness（英语：Doctors of Madness）
- 鷹族雄風（英语：Hawkwind）[8]

### 典型作品
- 齊柏林飛船：Communication Breakdown（英语：Communication Breakdown） [9][10]
- 埃利斯·库珀：I'm Eighteen（英语：I'm Eighteen） [11]
- 黑色安息日：Paranoid（英语：Paranoid (song)） [12][13]

## 历史

### 起源
二十世纪60年代早期至中期，公认的朋克摇滚先驱——车库摇滚诞生于北美大陆多个地区。1963年，来自俄勒冈波特兰的车库乐队The Kingsmen的一首空降热单Louie, Louie被认为是为朋克摇滚定性的开山之作。后来，在Dick Dale和The Beach Boys的引领和发展下，冲浪摇滚凭借其更为明快的、拨弦更为明显的吉他影响了车库和后期的朋克摇滚。车库音乐那种粗糙的音乐风格是受到了英国入侵风格较为激进的一个分支的影响。
1964年，The Kinks的热单You Really Got Me 和All Day and All of the Night 被誉为“所有三和弦类音乐的祖师爷——像是The Ramones1978年的作品I Don't Want You 就完全是‘Kinks家军’”。1965年，The Who乐队进行了风格创新（该乐队的首张单曲I Can't Explain 基本是对The Kinks的模仿），发布了新作My Generation 。尽管该作品没能成为美国流行榜上的热门歌曲，The Who的现代派（mod）赞美诗式的风格开创了暴力美学和反叛态度融合的音乐先例，成为更早期的英伦朋克摇滚的特征。The Who及其现代派后起之秀Small Faces是为数不多的、受到Sex Pistols认可的摇滚界元老。
后来，到了1966年，现代派不再流行，美国的车库摇滚也在短短几年内失去了活力，然而以The Seeds为代表的迷幻摇滚（也有车库的特征）以粗糙的音质和疏离的态度成为后来的前朋克风格原型。其间，带有车库风格倾向的乐队Love的首张专辑Love (1966)和第二张更具代表性的Da Capo (Love album (1967)凭借单曲"7 and 7 Is" 使得前朋克风格的音乐特点更为成熟（恰好该单曲也是乐队唯一的热单）。Love的成员Arthur Lee被认为是“史上第一位朋克摇滚乐手”，但Lee本人并不喜欢这个评价，他认为“朋克”一词是“毒舌、嘴贱之类的意思”（being somebody's bitch or something like that）。

## 延伸阅读
- Buckley, Peter. . London: Rough Guides. 2003. ISBN 1-85828-201-2.
- Einarson, John. Forever Changes: Arthur Lee and the Book of Love. (Jawbone (1 May 2010)). ISBN 1-906002-31-2
- Schinder, Scott; Schwartz, Andy. Icons of Rock: Elvis Presley ; Ray Charles; Chuck Berry ; Buddy Holly ; The Beach Boys ; James Brown ; The Beatles ; Bob Dylan ; The Rolling Stones ; The Who ; The Byrds ; Jimi Hendrix.(ABC-CLIO, 2008). ISBN 0-313-33846-9
- Unterberger, Richie（英语：Richie Unterberger） (1999). Music USA: The Rough Guide (London: Rough Guides). ISBN 1-85828-421-X
- Unterberger, Richie (2002). "British Punk", in All Music Guide to Rock: The Definitive Guide to Rock, Pop, and Soul, 3d ed., ed. Vladimir Bogdanov, Chris Woodstra, and Stephen Thomas Erlewine (San Francisco: Backbeat). ISBN 0-87930-653-X
- Taylor, Steven (2003). False Prophet: Field Notes from the Punk Underground (Middletown, Conn.: Wesleyan University Press). ISBN 0-8195-6668-3
- Taylor, Steve (2004). The A to X of Alternative Music (London and New York: Continuum). ISBN 0-8264-8217-1
- Marcus, Greil（英语：Greil Marcus）, ed. (1979). Stranded: Rock and Roll for a Desert Island (New York: Knopf). ISBN 0-394-73827-6
- Marcus, Greil (1989). Lipstick Traces: A Secret History of the Twentieth Century (Cambridge, Mass.: Harvard University Press). ISBN 0-674-53581-2
- Reed, John (2005). Paul Weller: My Ever Changing Moods (London et al.: Omnibus Press). ISBN 1-84449-491-8
- Bessman, Jim (1993). Ramones: An American Band (New York: St. Martin's). ISBN 0-312-09369-1